# بر میتصوا و بت میتصوا

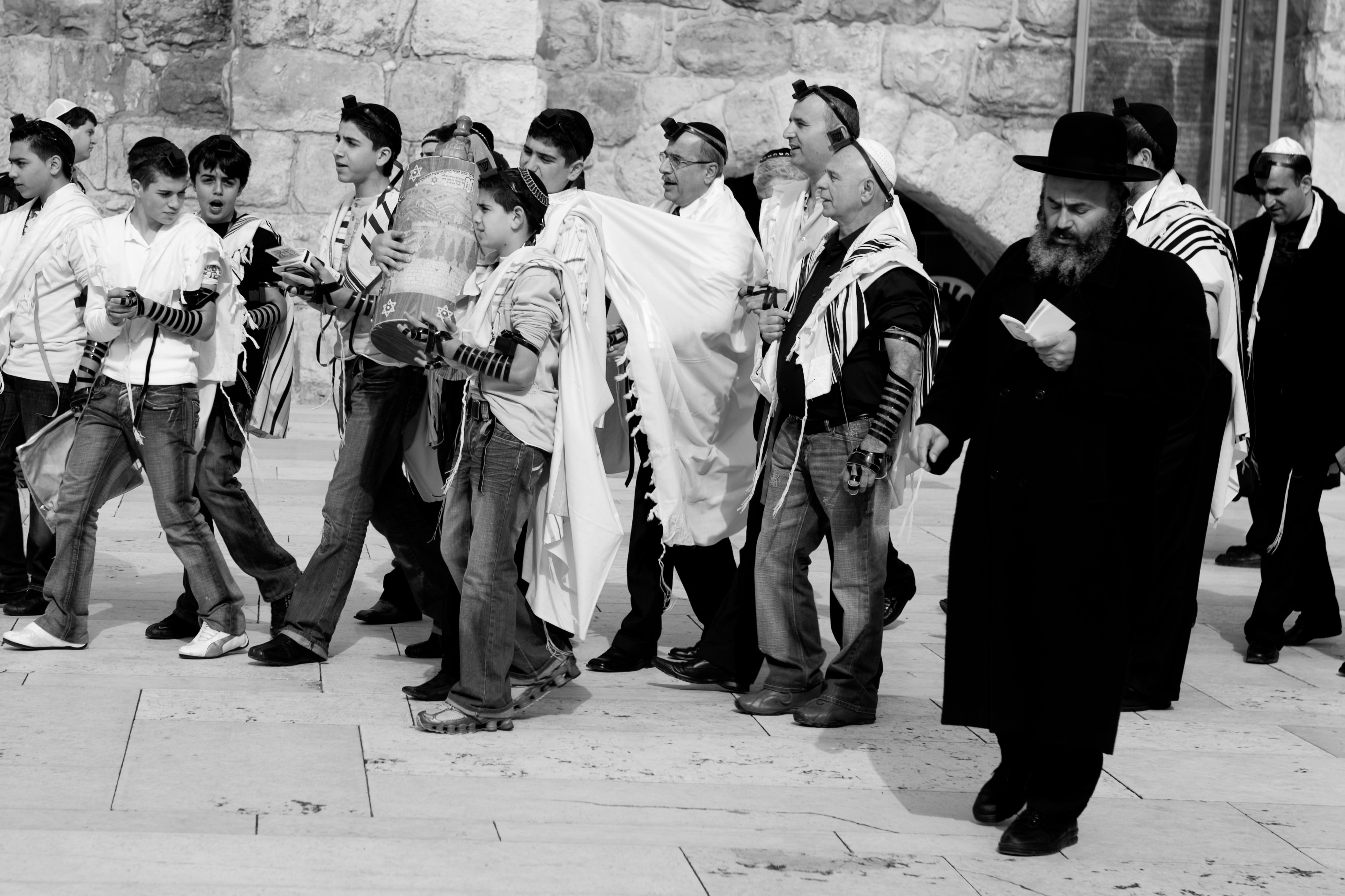
برمیتسوا در اورشلیم

بر میتصوا و بت میتصوا (به عبری:  בר מצווה) (به انگلیسی: Bar Mitzvah) آیین یا مراسمی است که در طی آن پسران و دختران یهودی که سن تکلیف رسیده و آن را جشن می‌گیرند. بر طبق شرع یهود، زمانی که پسران یهودی به ۱۳ سالگی می‌رسند مکلف شده و بر میتسوا می‌شوند. در دین یهود دختران در سن ۱۲ سالگی به تکلیف می‌رسند.
پیش از به تکلیف رسیدن بچه‌ها، پدر و مادر مسئول کارهای بچه‌ها می‌باشند.
از نظر آئین یهود هر نوجوان پسر در جامعه یهودی که سن ۱۳ سالگی را پشت سر گذاشت و همچنین دختران هنگامی که سن ۱۲ سالگی را تکمیل می‌کنند، از فردای این تاریخ، دارای بلوغ دینی محسوب می‌شوند و در مقابل اجرای فرامین الهی صاحب مسئولیت هستند و موظف می‌باشند که به تدریج کلیه فرامین تورات را به مرحله اجراء بگذارند.
نوجوانان از این سن به بعد مسئول اعمال و رفتار خویش شناخته می‌شوند. برای پسران و دختران آئین تکلیف مذهبی برگزار می‌شود که با جشن و سرور و اجرای برخی مراسم مذهبی همراه است. این آئین‌ها برای پسران «بر میتسوا» בר-מצווה Bar-Mitsva و برای دختران «بت میتسوا» בת-מצווה Bat-Mitsva نامیده می‌شود، یعنی آن‌ها به سنی رسیده‌اند که باید آئین و آداب مذهبی را انجام دهند.
نوجوان پسر که سن ۱۳ سالگی و یک روز را پشت سر می‌گذارد اولین فرمانی را که باید انجام دهد، بستن تفیلین (مهر نماز) بر روی پیشانی محل رستنگاه موی سر و بر روی بازوی چپ خود می‌باشد و این مراسم را «تفیلین بندان» می‌نامند.
تفیلین دو جعبه مکعب کوچکی است که از چرم ساخته شده و نام خدا همراه با چند آیه از تورات در درون آن جای داده شده‌است، و بستن آن بر بازو و گذاشتن آن روی سر از اولین فرامینی است که خداوند در مصر برای قوم بنی اسرائیل مقرر فرمود: «این برای تو علامتی بر روی دست و یادبودی بین چشمانت باشد تا این که فرامین خداوند ورد زبان تو گردد؛ زیرا با دست قوی تو را از مصر بیرون آوردم». (خروج، ۱۳:۹) و در آیه دیگر «علامتی بر روی دستت و تاج افتخار بین چشمانت باشد تا بدانی که پروردگار ما را با دست قوی از مصر بیرون آورد» (خروج، ۱۳:۱۶)